# Leszek Cichy

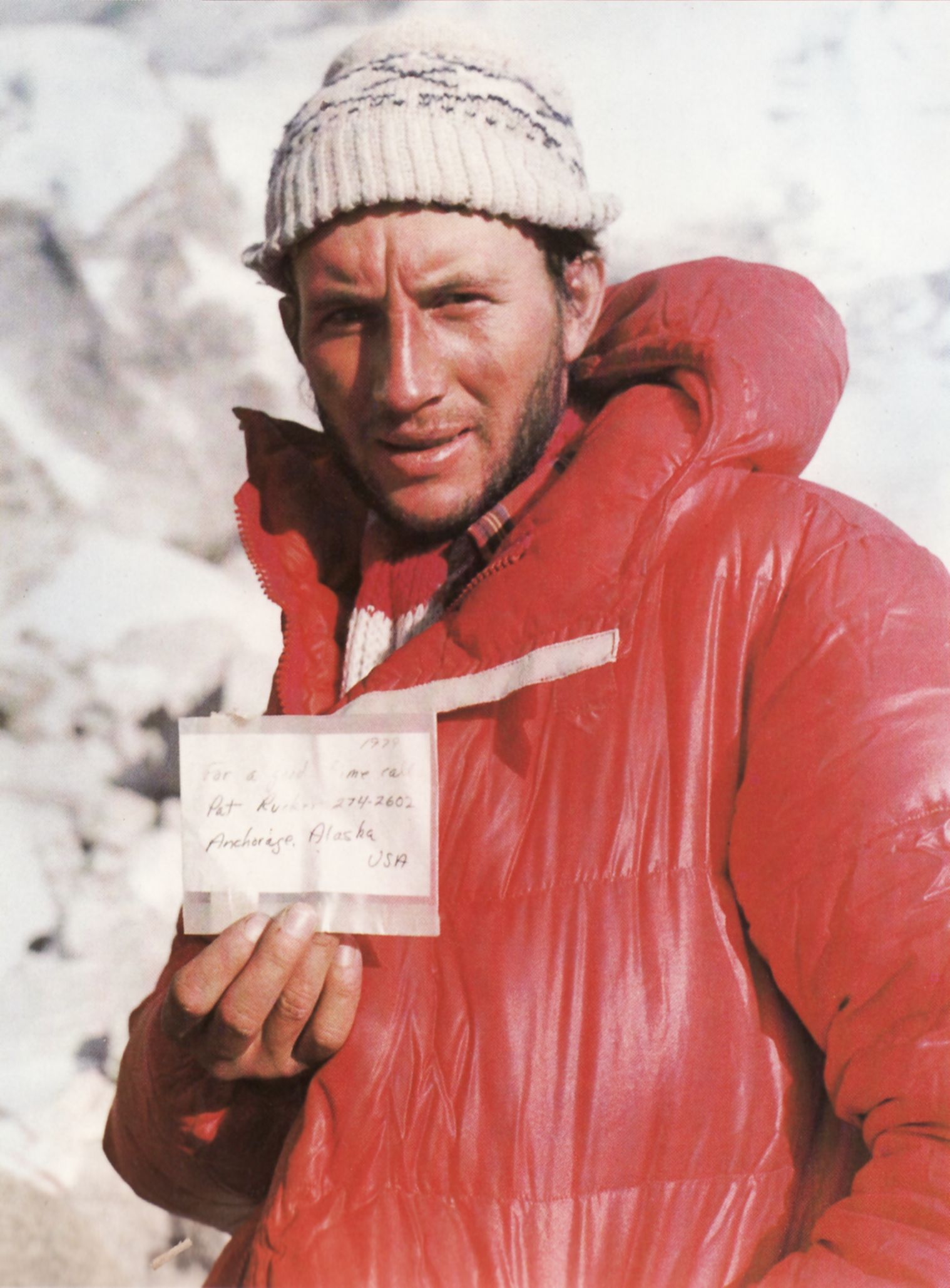
Leszek Cichy nach der Besteigung des Mount Everest – mit einer Notiz, die ein früherer Bergsteiger am Gipfel zurückgelassen hatte.

Leszek Roman Cichy (* 14. November 1951 in Pruszków) ist ein polnischer Bergsteiger.
Cichy gelang am 17. Februar 1980 zusammen mit Krzysztof Wielicki die erste Winterbesteigung des Mount Everest. Er ist der erste Pole, dem die Besteigung aller höchsten Gipfel der Kontinente – der sogenannten Seven Summits – gelang. Zudem bestieg er mit dem Gasherbrum II (1975), dem Makalu (1978) und dem K2 (1982) drei weitere Achttausender.
Außerdem bestieg er 1989 den Mount McKinley und 1998 den Mount Vinson.